# João da Cunha Sotto-Mayor
João da Cunha Sotto-Mayor ou João da Cunha Souto Maior (Viana do Castelo, 22 de Setembro de 1767 – Casa de Sende, Cambeses (Monção), 30 de Novembro de 1850) foi um magistrado e maçom português.

## Família
Filho de Manuel António da Cunha Sotto-Mayor, Fidalgo da Casa Real, Cavaleiro da Ordem de Cristo e Conselheiro, e de sua mulher e prima Vicência Luísa Malheiro Pereira Sotto-Mayor.

## Biografia
Doutor em Leis pela Faculdade de Leis da Universidade de Coimbra, exerceu funções de Juiz Desembargador.
Fidalgo da Casa Real.
Foi iniciado na Maçonaria em data e Loja desconhecidas e com nome simbólico desconhecido.
Liberal, entre 1818 e 1820 foi membro do Sinédrio, e participou na Revolução Liberal do Porto, a 24 de Agosto de 1820, fazendo parte, como Representante do Minho, da Junta Provisional do Governo Supremo do Reino que dela resultou. Em 1821 é elevado ao grau de Cavaleiro Rosa Cruz. Exerceu as funções de 7.º Grão-Mestre do Grande Oriente Lusitano de 1821 a 1823?.
Foi Par do Reino de 1834 a 1836 e Deputado Substituto pelo Círculo Eleitoral de Viana da Foz do Lima de 1837 a 1838.

## Casamento e descendência
Casou com Francisca Inácia Pereira Caldas, filha de Gonçalo Pereira Caldas, Fidalgo da Casa Real, Cavaleiro e Comendador da Ordem de Cristo, governador das armas do Minho, e de sua mulher Inácia Antónia Micaela de Castro e Vasconcelos e viúva de João Lopes de Azevedo, 29.º Senhor do Couto de Azevedo, de quem teve: 
- Manuel António da Cunha Pereira Caldas (18 de Janeiro de 1801);
- Maria José da Cunha Pereira Caldas (15 de Outubro de 1812);
- Rodrigo da Cunha Sotto-Mayor Pereira Caldas (26 de Outubro de 1813), teve um filho natural:
  - Lucas Leite da Cunha (Monção, Monção - ?), casado com Maria Clara Gonçalves Penso, de quem teve um filho:
    - Rodrigo António Leite da Cunha, Advogado, casado com sua parente Maria Felisberta da Cunha Velho de Vilhena Souto Maior, neta paterna do 1.º Barão da Retorta, com geração.
- Francisca Pereira Caldas da Cunha Sotto-Mayor (28 de Agosto de 1818 - 1894), casada com seu parente Gaspar da Costa de Sá Sotto-Mayor (? - 28 de Maio de 1907), 1.º Visconde do Mato, sem geração.